# Hümpfershausen
Hümpfershausen è una frazione (Ortsteil) della città tedesca di Wasungen.

## Storia
Il 1º gennaio 2019 il comune di Hümpfershausen venne soppresso e aggregato alla città di Wasungen.